# 傑克 (阿拉巴馬州)
傑克（英語：Jack）是一個位於美國阿拉巴馬州科菲縣的非建制地區。該地的面積和人口皆未知。

## 地理
傑克的座標為31°34′27″N 86°00′01″W / 31.57416°N 86.00027°W，而該地最高點為海拔高度120米（即390英尺）。